# János Krizmanich
János Krizmanich (* 27. Januar 1889 in Malomháza; † 26. Juli 1944 in Budapest), auch als János Korponai bekannt, war ein ungarischer Turner.

## Erfolge
János Krizmanich nahm 1912 an den Olympischen Spielen in Stockholm teil und belegte bei diesen den 19. Platz im Einzelmehrkampf. Darüber hinaus gehörte er zur ungarischen Turnriege im Mannschaftsmehrkampf. Dabei traten insgesamt fünf Mannschaften an, die aus 16 bis 40 Turnern bestanden und während des einstündigen Wettkampfs gleichzeitig antreten mussten. Bewertet wurden neben der Ausführung der Übungen an den Geräten auch das Verlassen und der Wechsel der Geräte sowie der Einmarsch zu Beginn. Am Ende wurden anhand eines Durchschnittswerts der einzelnen Nationen die Abschlussplatzierungen ermittelt. Neben den Ungarn traten auch Turnriegen aus Italien, Großbritannien, dem Deutschen Reich und Luxemburg an. Mit 53,15 Punkten setzten sich die Italiener gegen ihre Konkurrenten durch. Die Ungarn erzielten indes 45,45 Punkte und belegten damit vor den drittplatzierten Briten mit 36,90 Punkten den zweiten Platz. Krizmanich gewann somit zusammen mit Lajos Aradi, Imre Erdődy, József Berkes, Samu Fóti, Imre Gellért, Győző Halmos, István Herczeg, Ottó Hellmich, József Keresztessy, Elemér Pászti, Árpád Pédery, Jenő Réti, Ferenc Szűts, Ödön Téry und Géza Tuli die Silbermedaille.
1910 und 1914 wurde Krizmanich ungarischer Landesmeister im Einzelmehrkampf und sicherte sich außerdem den Titel im Mannschaftsmehrkampf in den Jahren 1912 bis 1914 sowie 1921 und 1922. Nach seiner eigenen Turnkarriere wurde er Cheftrainer seines Budapester Heimatvereins BTC.